# 肖友才
肖友才（藏語：ཤའོ་ཡིའུ་ཚའེ།，1965年10月—），四川金川人，藏族，中国共产党党员，省委党校研生学历。中华人民共和国政治人物、第十三届全国人民代表大会四川地区代表。1986年毕业于阿坝师范专科学校（今阿坝师范学院），工作期间获得中共四川省委党校行政管理专业本科和经济管理专业研究生学历。现任中共西藏自治区党委常委、拉萨市委书记。

## 生平
曾任四川省阿坝州团委副书记、书记，红原县委副书记、代县长、县长、县委书记，松潘县委书记，广安市委常委、纪委书记、常务副市长、市委副书记。
2016年12月，任中共甘孜州委副书记、甘孜州州长。
2018年2月24日，当选为第十三届全国人大代表。
2021年10月，调入西藏，任中共西藏自治区党委常委。同年12月，任西藏自治区人民政府常务副主席。
2023年11月，任中共拉萨市委书记。不再兼任西藏自治区人民政府副主席。